# قوات الأمن الداخلي في الرقة
قوات الأمن الداخلي في الرقة هي وحدة شرطة تم تشكيلها في عام 2017 من قبل قوات سوريا الديمقراطية، بدعم من الولايات المتحدة والأردن، للتعامل مع الأمن في جنوب محافظة الرقة، بما في ذلك مدينة الرقة، بعد غزو المنطقة من تنظيم الدولة الإسلامية. تقدم الولايات المتحدة غالبية التمويل للقوة وتعتبرها جزءً من المعارضة السورية. ولدى القوات أيضًا قوة رد سريع خاصة بها.

## التاريخ

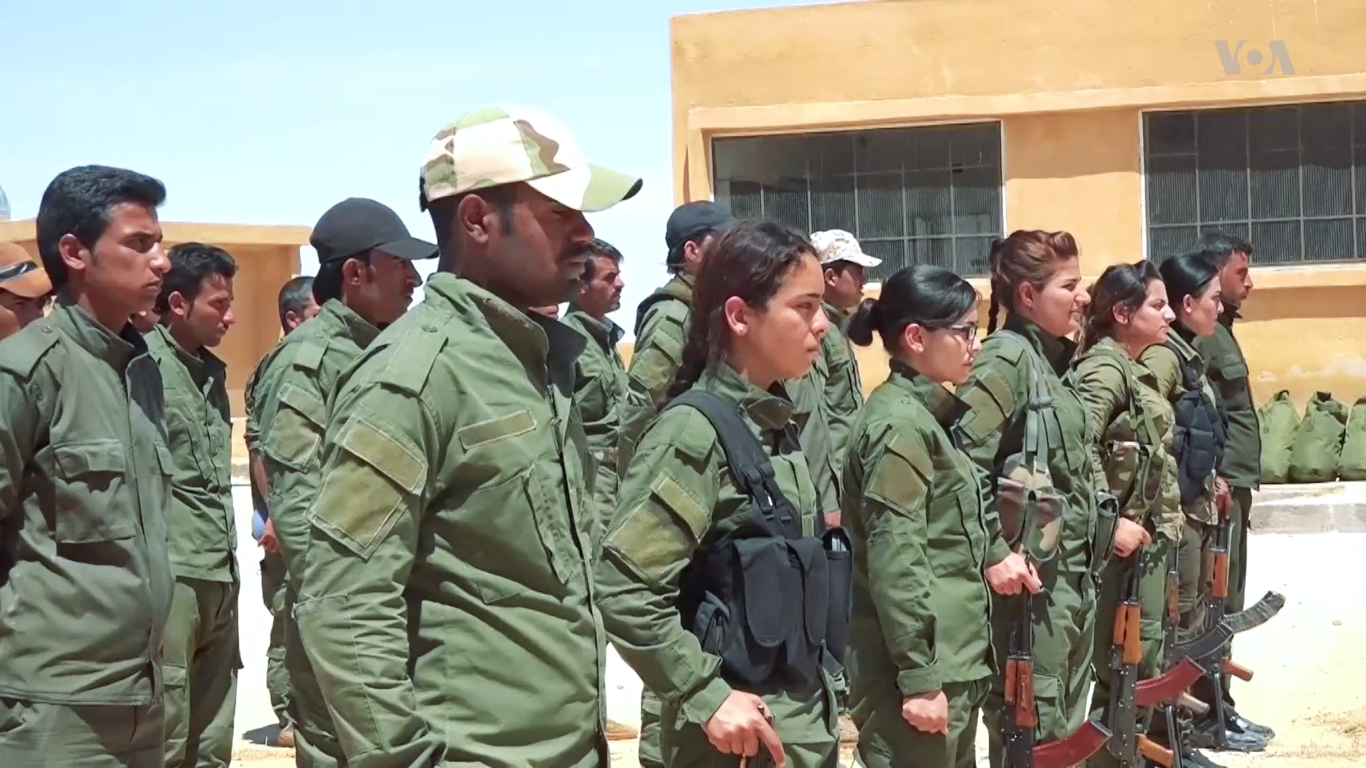
أعضاء الوحدة في عين عيسى.

في 17 مايو 2017، تم إنشاء قوات الأمن الداخلي في الرقة كوحدة شرطة جديدة، مع إقامة الدورة التدريبية الأولى في عين عيسى. كان أول 50 مجندًا من العرب الرجال والنساء، بعضهم أعضاء سابقون في الأسايش، ودربهم مدربون أمريكيون وأردنيون «على كيفية تسيير الدوريات، وحل الخلافات، والتعامل مع السيارات المفخخة والانتحاريين، وكيفية إدارة نقطة تفتيش». وبعد تخرج الدفعة الأولى من ضباط الشرطة، تم توسيع الوحدة تدريجيًا لتجنيد الأكراد أيضًا. الهدف طويل المدى للوحدة هو أن يكون لديها 3000 عضو على الأقل من أجل تطبيق القانون والنظام في الرقة واستعادة الاستقرار.
كما توسعت الجبهة في 20 يوليو، حيث أنهى 250 مجندًا آخر تدريبهم. وبحلول هذه المرحلة، كان للوحدة حوالي 800 عضو وكانت بالفعل تحرس مناطق مختلفة في محافظة الرقة. وبحلول أوائل أغسطس، تخرج 230 مجندًا إضافيًا وانضموا إلى القوة، ليصل عددهم إلى حوالي 850 فردًا. أكمل 320 مجند إضافي تدريبهم في أغسطس. وبحلول 16 أغسطس، تكونت القوات من حوالي 80% من العرب و20% من الكرد وفقًا لقوة المهام المشتركة – عملية العزم الصلب.
كما بدأت الجبهة في إطلاق سراح عناصر تنظيم الدولة الإسلامية من السجن الذين عملوا فقط مع التنظيم ولم يقاتلوا معه. تم تسهيل هذه العفو من قبل مجلس الرقة المدني، الذي أراد الحصول على دعم سكان محافظة الرقة، الذين تعاون الكثير منهم مع التنظيم أو على الأقل تعاطفوا معه.
بعد انتهاء معركة الرقة في أكتوبر 2017، بدأت قوات سوريا الديمقراطية تدريجيًا في تسليم المسؤوليات الأمنية في المدينة إلى القوات، بدءً من حي المشلب في نوفمبر. وبحلول ديسمبر 2017، كانت قوات الأمن الداخلي في الرقة قد بدأت أيضًا في مراقبة عين عيسى والمناطق المحيطة بها.
في مايو 2018، تصاعدت التوترات بين أعضاء القبائل العربية، وعلى الأخص مجموعة لواء ثوار الرقة التابعة لقوات سوريا الديمقراطية، وبقية التحالف والقوات حول قضايا التجنيد في الرقة. تم فرض حظر تجول في كل من مدينة الرقة وبقية المحافظات في 23 يونيو، حيث حاصرت قوات سوريا الديمقراطية والقوات بمحاصرة مقر ثوار الرقة واعتقلت ما بين 90 و200 من أعضائها في اليوم التالي. وبحلول 25 يونيو، كانت قوات سوريا الديمقراطية والقوات قد قبضت على جميع مقاتلي ثوار الرقة واستولت على أسلحتهم في الرقة، وهزمت المجموعة بالكامل، وانتهى حظر التجول.

## معرض الصور

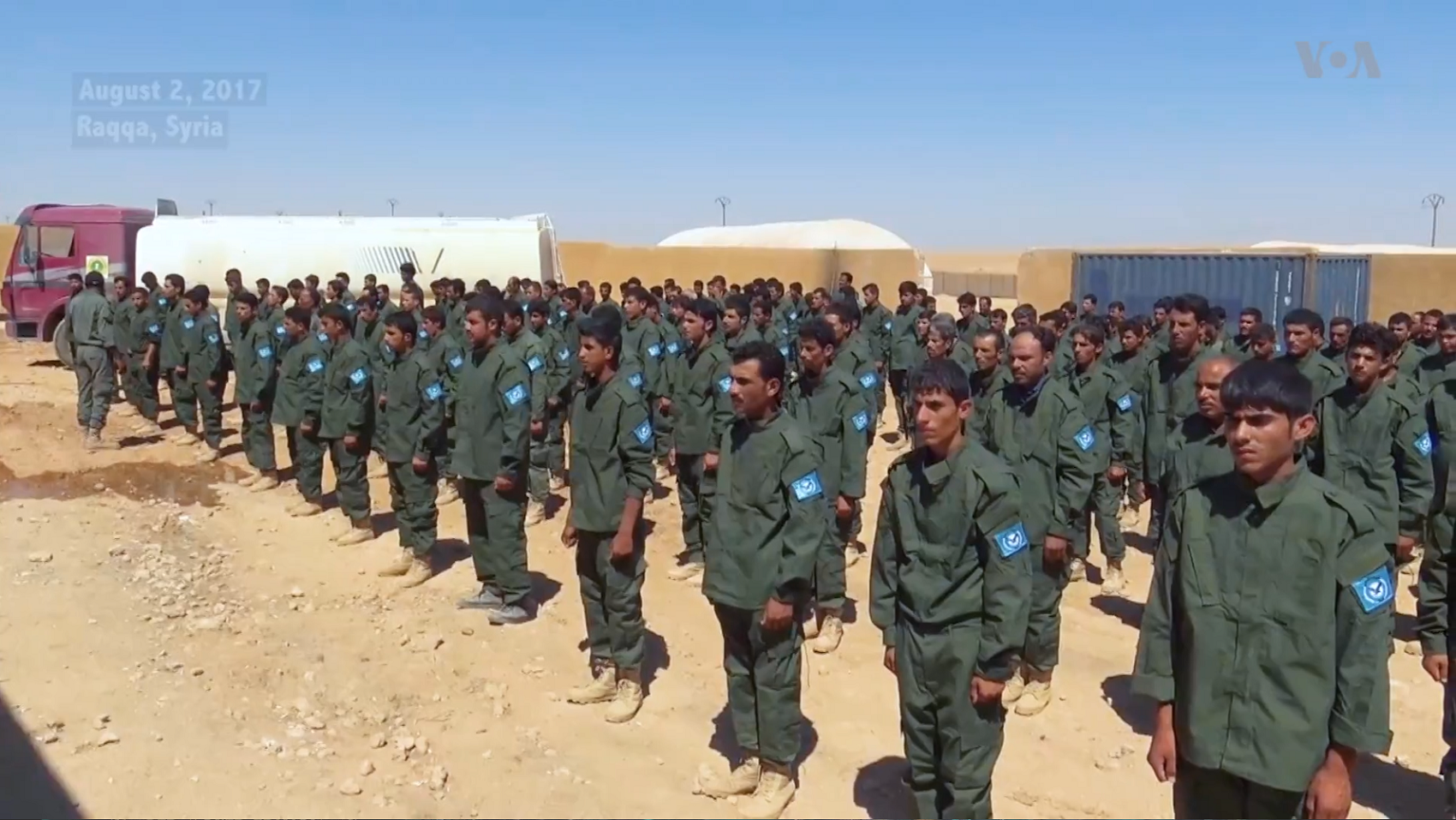
مجندي قوات الأمن الداخلي بعد الانتهاء من تدريبهم
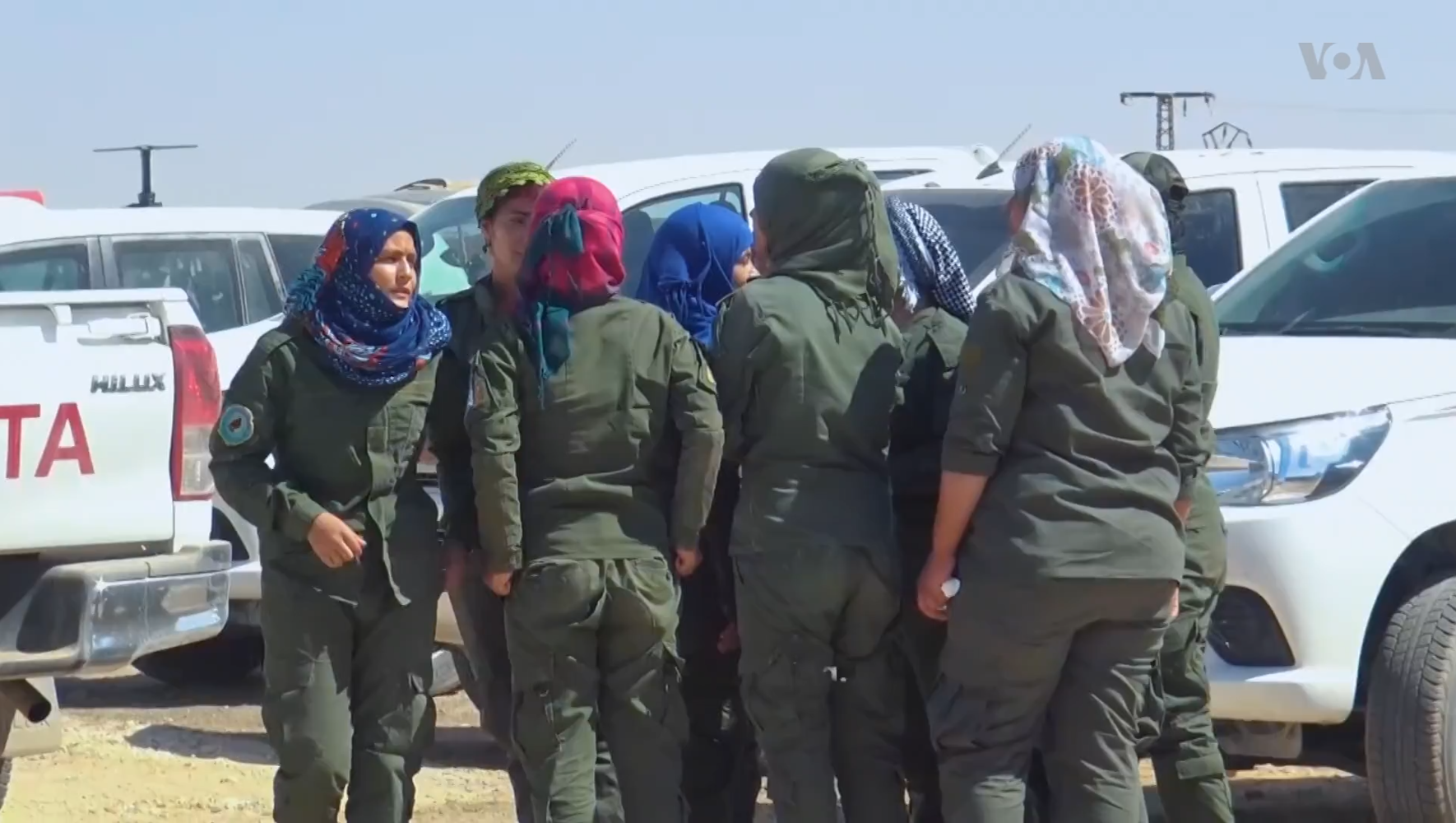
شرطيات قوات الأمن الداخلي
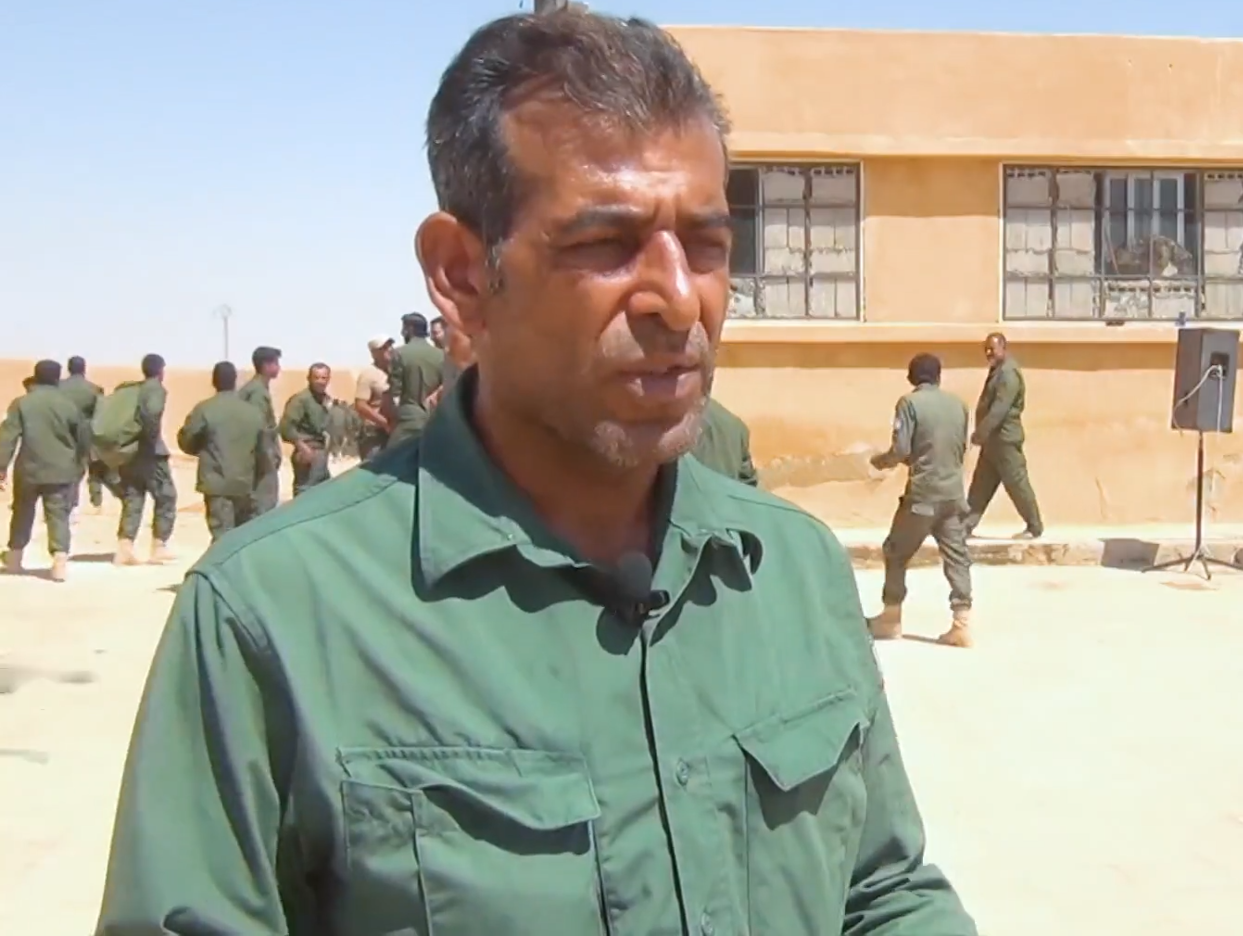
إدريس محمد المتحدث باسم الجبهة
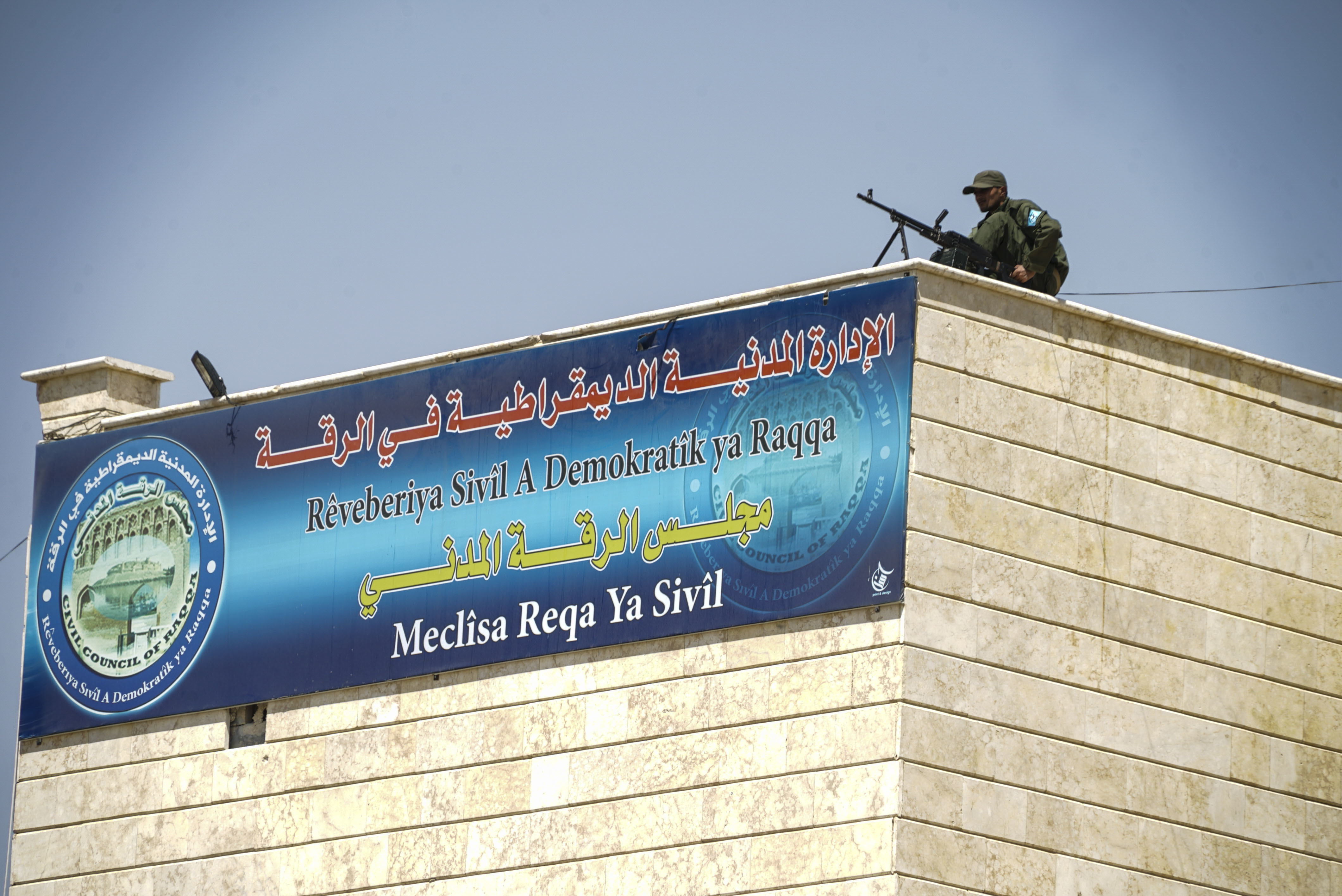
شرطي من قوات الأمن الداخلي يوفر الأمن فوق مبنى المجلس المدني في الرقة، 18 أغسطس 2018